# Diana después del baño
Diana después del baño es una pintura al óleo sobre tela (57 x 73 cm) realizado en 1742 por el pintor francés François Boucher.
Se conserva en el Museo del Louvre de París.

## Descripción
La tela representa a la diosa Diana, reconocible por la corona de perlas, con una joya en forma de media luna, en compañía de una ninfa arrodillada a sus pies.
La diosa está desnuda, sentada sobre sedas que resaltan su tez y el cabello rubio;  la ninfa, a su derecha, e izquierda de la tela, tiene el cabello oscuro, y observa las piernas de la diosa.
La blanca desnudez de las carnaciones tiene brillos que adquieren reflejos rojizos, en contraste con los verdes azulados del paisaje. Cerca de ellas están los símbolos de Diana, como el perro de caza, el carcaj con las flechas y algunas presas.

## Apropiaciones
El pintor Herman Braun-Vega, en 1987, apropia a Diane después del baño en su cuadro Diane des tropiques. Añadiendo dos mestizas desnudas también saliendo del baño en primer plano delante de Diane y su ninfa, Braun-Vega expresa el advenimiento de un mundo multirracial y multicultural. Repitió el procedimiento en 1989 en su cuadro La danse (Boucher, Matisse) añadiendo el mestizaje de la pintura de Matisse con la de Boucher.